# Haplochernes boncicus boncicus
Haplochernes boncicus boncicus es una subespecie de arácnido  del orden Pseudoscorpionida de la familia Chernetidae.

## Distribución geográfica
Se encuentra en Japón.